# Katja Holanti
Katja Minna Marita Holanti (ur. 5 kwietnia 1974 w Vehkalahti) – fińska biathlonistka, brązowa medalistka mistrzostw świata.

## Kariera
Pierwszy sukces w karierze osiągnęła w 1993 roku, kiedy podczas mistrzostw świata juniorów w Ruhpolding zdobyła brązowy medal w sztafecie.
W Pucharze Świata zadebiutowała 4 marca 1993 roku w Lillehammer, zajmując 19. miejsce w sprincie. Tym samym już w debiucie zdobyła pierwsze punkty. Pierwszy raz na podium zawodów pucharowych stanęła 20 grudnia 2001 roku w Osrblie, kończąc rywalizację w biegu indywidualnym na trzeciej pozycji. W zawodach tych wyprzedziły ją tylko Magdalena Forsberg ze Szwecji i Ukrainka Ołena Zubryłowa. W kolejnych startach jeszcze jeden raz stanęła na podium: dzień później w tej samej miejscowości zwyciężyła w sprincie. Najlepsze wyniki osiągnęła w sezonie 2001/2002, kiedy zajęła 20. miejsce w klasyfikacji generalnej.
Podczas mistrzostw świata w Pokljuce/Hochfilzen w 1998 roku wspólnie z Tiiną Mikkolą, Mari Lampinen i Sanną-Leeną Perunką zdobyła brązowy medal w biegu drużynowym. Był to jedyny medal dla Finlandii w tej konkurencji. Zajęła też między innymi siódme miejsce w biegu pościgowym podczas mistrzostw świata w Kontiolahti/Oslo w 1999 roku.
W 1994 roku wystartowała na igrzyskach olimpijskich w Lillehammer, zajmując 56. miejsce w biegu indywidualnym i 10. w sztafecie. Na rozgrywanych cztery lata później igrzyskach w Nagano plasowała się na 45. pozycji w biegu indywidualnym i 46. w sprincie. Brała także udział w igrzyskach olimpijskich w Salt Lake City w 2002 roku, gdzie zajęła 13. miejsce w biegu indywidualnym, 52. w sprincie, 46. w biegu pościgowym i 12. w sztafecie.

## Osiągnięcia

### Igrzyska olimpijskie
| Rok  | Miejscowość    | Konkurencje | Konkurencje | Konkurencje | Konkurencje | Konkurencje | Konkurencje | Konkurencje |
| Rok  | Miejscowość    | IN          | SP          | PU          | MS          | RL          | MR          | SR          |
| ---- | -------------- | ----------- | ----------- | ----------- | ----------- | ----------- | ----------- | ----------- |
| 1994 | Lillehammer    | 56.         | –           | nd.         | nd.         | 10.         | nd.         | –           |
| 1998 | Nagano         | 45.         | 46.         | nd.         | nd.         | –           | nd.         | –           |
| 2002 | Salt Lake City | 13.         | 52.         | 46.         | nd.         | 12.         | nd.         | –           |

### Mistrzostwa świata
| Rok  | Miejscowość         | Konkurencje | Konkurencje | Konkurencje | Konkurencje | Konkurencje | Konkurencje | Konkurencje |
| Rok  | Miejscowość         | IN          | SP          | PU          | MS          | RL          | MR          | SR          |
| ---- | ------------------- | ----------- | ----------- | ----------- | ----------- | ----------- | ----------- | ----------- |
| 1995 | Anterselva          | 38.         | 36.         | nd.         | nd.         | 9.          | nd.         | –           |
| 1996 | Ruhpolding          | 12.         | 46.         | nd.         | nd.         | –           | nd.         | –           |
| 1997 | Osrblie             | 46.         | 20.         | 22.         | nd.         | 10.         | nd.         | –           |
| 1998 | Pokljuka/Hochfilzen | nd.         | nd.         | 29.         | nd.         | nd.         | nd.         | –           |
| 1999 | Kontiolahti/Oslo    | 36.         | 15.         | 7.          | 15.         | 6.          | nd.         | –           |
| 2000 | Oslo/Lahti          | 27.         | 35.         | 35.         | –           | 7.          | nd.         | –           |
| 2001 | Pokljuka            | 50.         | 57.         | DNF         | –           | 12.         | nd.         | –           |

### Puchar Świata

#### Miejsca w klasyfikacji generalnej
| Sezon     | Miejsce |
| --------- | ------- |
| 1992/1993 | 65.     |
| 1993/1994 | -       |
| 1994/1995 | 38.     |
| 1995/1996 | 37.     |
| 1996/1997 | 64.     |
| 1997/1998 | 42.     |
| 1998/1999 | 24.     |
| 1999/2000 | 35.     |
| 2000/2001 | 72.     |
| 2001/2002 | 20.     |

#### Miejsca na podium chronologicznie
| Lp. | Dzień      | Rok  | Miejscowość | Konkurencja                | Lokata | Pudła   | Czas biegu | Strata  | Zwycięzca          |
| --- | ---------- | ---- | ----------- | -------------------------- | ------ | ------- | ---------- | ------- | ------------------ |
| 1.  | 20 grudnia | 2001 | Osrblie     | Bieg indywidualny na 15 km | 3.     | 0+0+2+1 | 49:46,9    | +3:03,0 | Magdalena Forsberg |
| 2.  | 21 grudnia | 2001 | Osrblie     | Sprint na 7,5 km           | 1.     | 0+0     | 20:06,7    | –       | –                  |